# Deerhunter
Deerhunter je americká rocková skupina z Atlanty, založená v roce 2001. Založili ji zpěvák a kytarista Bradford Cox a bubeník Moses Archuleta. Později kapelou prošlo několik dalších hudebníků, přičemž jedinými stálými členy zůstávali Cox a Archuleta. Jeden z členů, baskytarista Josh Fauver, který v kapele hrál v letech 2004 až 2012, zemřel v roce 2018 ve věku 39 let. Své první album nazvané Turn It Up Faggot skupina vydala roku 2005; následovalo několik dalších.

## Diskografie
Studiová alba
- Turn It Up Faggot (2005)
- Cryptograms (2007)
- Microcastle (2008)
- Weird Era Cont. (2008)
- Halcyon Digest (2010)
- Monomania (2013)
- Fading Frontier (2015)
- Double Dream of Spring (2018)
- Why Hasn't Everything Already Disappeared? (2019)